# Skaftet och Falkemåla
Skaftet och Falkemåla is een plaats in de gemeente Västervik in het landschap Småland en de provincie Kalmar län in Zweden. De plaats heeft 53 inwoners (2005) en een oppervlakte van 22 hectare.